# Basseris
Los basseris (en persa: باصری‎, romanizado: Bāṣerī) son un grupo étnico musulmán de Irán meridional que viven principalmente en la provincia de Fars, y en el que un pequeño porcentaje todavía se dedica  al pastoreo nómada, trashumando desde sus asentamientos de verano (ييلاق, yeylāq) y de invierno (قشلاق, qeshlāq). Pertenecen a la confederación khamseh  y su lengua materna es el farsi.
Entre las tribus vecinas se encuentran la tribu nafar y la confederación kashgai.

## Jerarquía de la tribu
El jefe de la tribu basseri gobierna mediante la autoridad coercitiva. Las principales funciones del jefe son: asignar los pastos y coordinar la migración de las tribus, resolver las disputas que se le plantean y representar a la tribu o a cualquiera de sus miembros en los tratos políticamente importantes con las autoridades sedentarias. La mayoría de los asuntos de derecho se rigen por la costumbre y el compromiso en la tribu Basseri y se regula mediante sanciones poco rigurosas. Sin embargo, el jefe servirá de mediador en los casos que no puedan resolverse mediante la tradición debido a las cuestiones del caso. El jefe no está vinculado por precedentes o costumbres en su decisión, y su decisión se basará en lo que considere «mejor para la tribu».

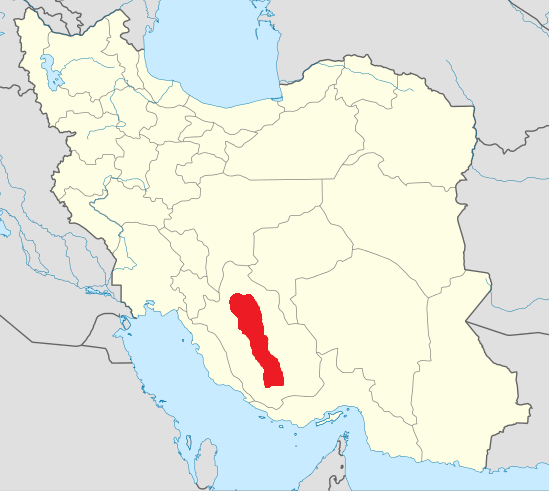
Mapa de donde habitan los basseris en Irán.

## Migración
Muchos basseri se vieron obligados a establecerse y abandonar su vida nómada en la década de 1930 por la política de Reza Shah. Así, gran parte de la población de pueblos y ciudades, como Shiraz, remonta su ascendencia a los basseri.

## Tejidos
Todos los utensilios de confección y las alfombras son de fabricación local, tejidos por las mujeres[. La ropa de las mujeres se cose en gran parte con material comprado, mientras que la de los hombres se compra acabada.